# Dujiangyan
Dujiangyan (都江堰 ; pinyin : Dūjiāngyàn) est une ville de la province du Sichuan en Chine. C'est une ville-district placée sous la juridiction administrative de la ville sous-provinciale de Chengdu.
Le système d'irrigation de Dujiangyan, conçu au IIIe siècle av. J.-C. pour éviter les inondations et irriguer la plaine de Chengdu, et qui fonctionne sans interruption depuis sa création, a été inscrit sur la liste du patrimoine mondial de l'UNESCO en 2000.

## Démographie
La population du district était de 587 350 habitants en 1999.

## Séisme de mai 2008
Dujiangyan est la ville la plus proche de l'épicentre du séisme du Sichuan survenu le 12 mai 2008. Le jeudi 15 mai 2008 le ministre des Ressources Hydrauliques a reconnu que le barrage de Zipingpu, haut de plus de 150 mètres, avait été endommagé par le tremblement de terre et comptait nombre de fissures. La saison des pluies s'avère dangereuse car si le barrage, situé en amont de Dujiangyan, venait à céder, la ville serait engloutie par les eaux.